# Stanford Bank (Venezuela)

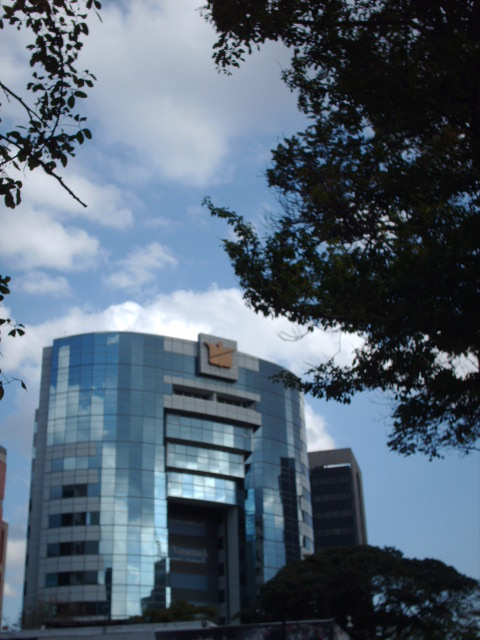
Torre Stanford Bank en Caracas.

Stanford Bank fue una institución financiera privada de capital extranjero, especializada en la banca comercial. Tenía su sede principal en el sector financiero de El Rosal en Caracas, Venezuela. Pertenecía al Estrato Pequeño del ranking bancario según SUDEBAN hasta el año en que fue adquirido por el Banco Nacional de Crédito.
Sus orígenes se remontan al Banco Galicia de Venezuela que había iniciado operaciones a finales de noviembre de 2002, este banco fue comprado en 2005 por Stanford Financial Group y se le decidió cambiar el nombre a Stanford Bank. Para mediados de 2007 contaba con doce agencias en siete ciudades del país, cinco de ellas en Caracas. En 2009 tenía quince agencias en ese país.
El 17 de febrero de 2009 la Comisión de Valores de Estados Unidos acusa al presidente de la casa matriz del banco, Robert Stanford de cometer fraude por el orden de los 8.000 millones de dólares. En consecuencia de ello el gobierno venezolano, por medio del ministerio de Economía y Finanzas decide intervenir Stanford Bank S.A. para evitar que continuaran los retiros masivos de fondos de los clientes del banco, además se decidió nombrar una Junta Interventora a fin de evaluar los activos de la institución para ser vendida. Se estimaba que Stanford Bank Venezuela fuera subastado en marzo de 2009, pero la subasta se declaró desierta al existir ofertas por debajo de lo estipulado. Los primeros días de mayo fue adquirido en su totalidad por el Banco Nacional de Crédito por 240 millones de bolívares fuertes, (111.6 millones de dólares). Parte del pago será para cubrir las pérdidas generadas por Standford.